# 福克斯殉道者名录

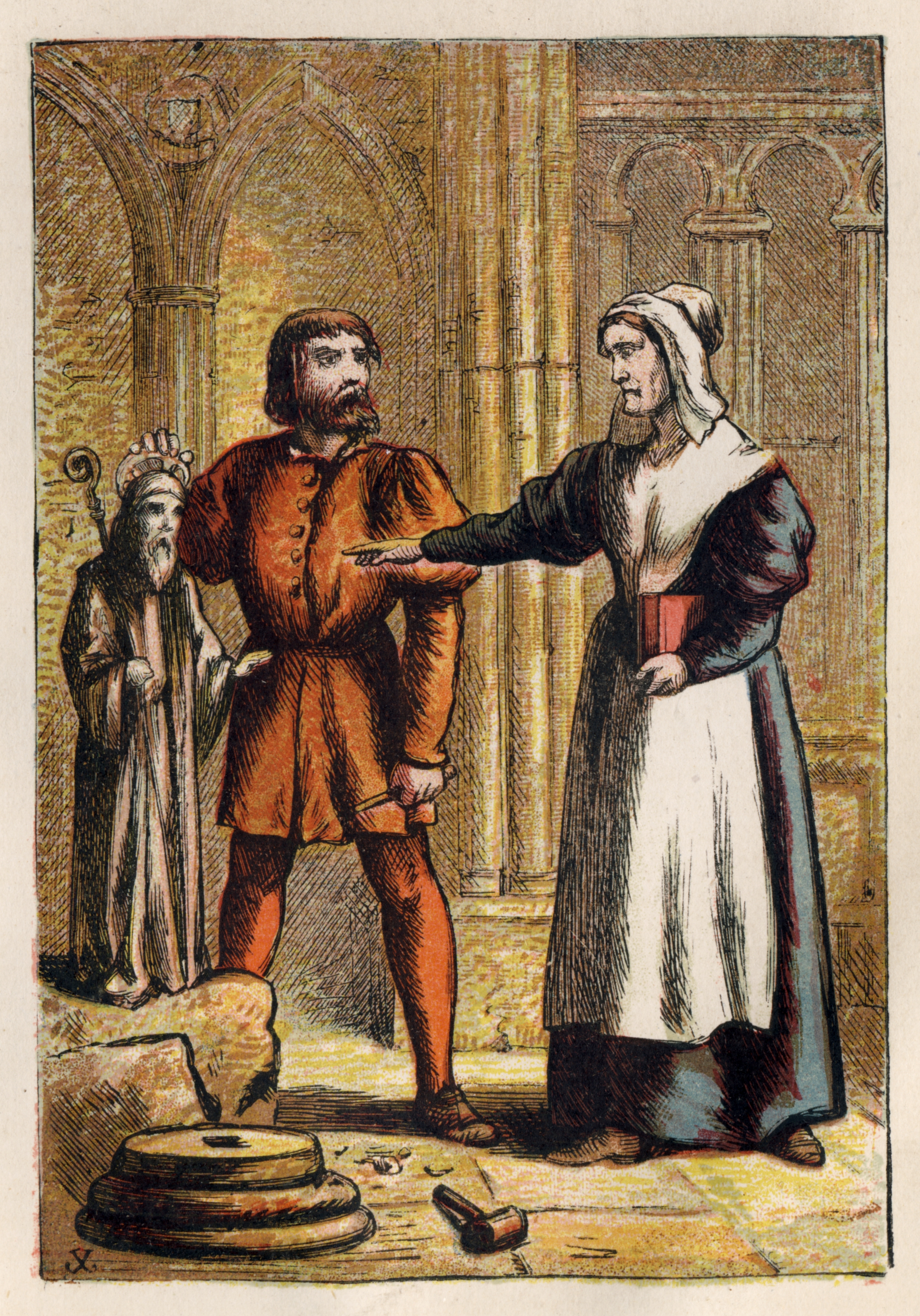
1887年版本的《福克斯殉道者名录》的插图——《佩雷斯特的妻子和石匠》，由克龙海姆创作

《殉教者之書》（Foxe's Book of Martyrs，中文有《殉道者名录》《殉道史》《殉道者書》《殉道者之書》《殉教者書》等等多個譯名），原題《在這末後危險歲月裡關乎教會的事跡與見證》（The Actes and Monuments of These Latter and Perilous Dayes, Touching Matters of the Church），又作《行傳與見證》（（The Acts and Monuments），是一本基督新教殉道者的傳記，作者是英格蘭人约翰·福克斯（John Foxe，生卒年：1517─1587）。本書记录了從早期基督教到16世紀的基督教殉道者，當中多數是被羅馬天主教處決的基督新教殉道者，人物也以英国人較多。1563年，该书由一位坚定的新教徒印刷商约翰·戴首度出版，印刷精美，配有很多木刻的插图，是当时英国最巨大的出版工程。之后還出現多個后续版本。

## 本書的編撰

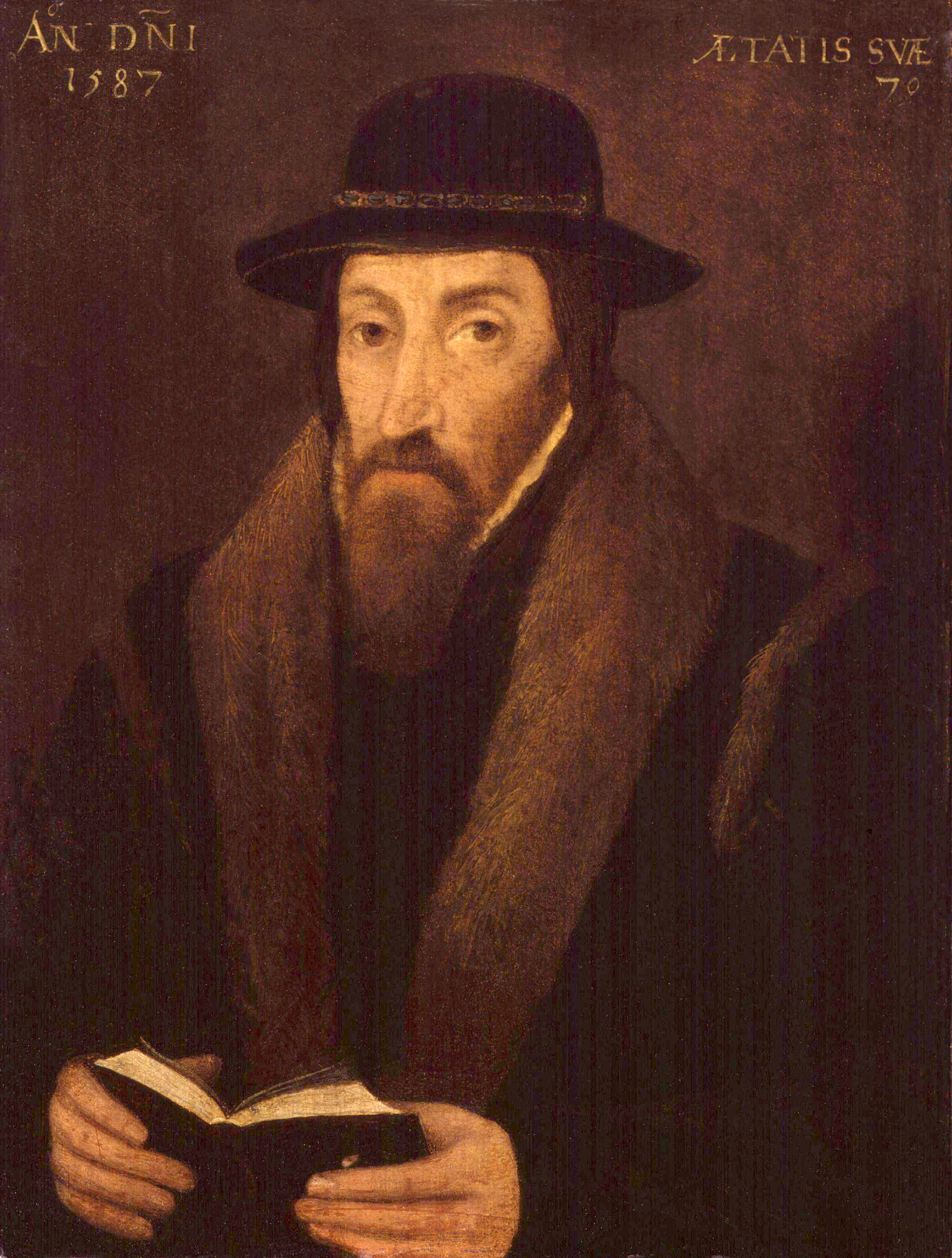
《殉教者之書》作者約翰·福克斯像

本書作者約翰·福克斯，早年曾是一位嚴正的羅馬天主教信徒，17歲時（1535年）入讀牛津大學莫德林學院，熟讀拉丁語教父著作及經院派著作，取得碩士學位並在院內任教。與此同時，福克斯轉向支持更正教（即新教），結果遇到宗教清洗，於1545年辭職。其後他曾在薩里伯爵家族裡任家庭教師，因政治現實所累，只能深居簡出，到愛德華六世國王（1547─1553年在位）期間才公開活動，搜集宗教迫害题材的資料。但到天主教女王瑪麗（1553─1558年在位）登位，使得他流亡海外，到了歐洲大陸，先後住在斯特拉斯堡、巴塞爾等地。
《殉教者之書》便是福克斯流亡期間所編撰。福克斯在歐陸結識了新教改革家約翰·諾克斯和其他一些新教逃亡者。在斯特拉斯堡，他編撰出版了《威克里夫時代以來全歐洲宗教迫害史話》，此書組織鬆懈，但亦成為後來《殉教者之書》的核心。此後福克斯擴充其內容，於1554年以拉丁語寫成本書，在斯特拉斯堡首次出版。及後英國瑪麗女王於1558年去世，親更正教的伊麗莎白一世登位，福克斯才返回英國，1563年，由「英國宗教改革運動的首席印刷商」约翰·戴出版英文版的《殉教者之書》，附有木刻插圖。其後一直到1583年，福克斯還對本書做了四次修訂再版。

## 內容
《殉教者之書》篇幅如下：
- 早期基督徒受迫害的歷史
- 君士坦丁大帝的事跡
- 改教運動的晨星──約翰·威克里夫
- 耶穌基督最忠勇的殉道士──羅拉德派的領袖約翰·奧特卡瑟（英语：John Oldcastle）爵士所受的患難與逼迫
- 約翰·胡斯長老的殉道史
- 上帝的真僕人與殉道士威廉·丁道爾的生平和事跡
- 馬丁·路德的事跡──略述其生平和教導
- 伍斯特和格洛斯特主教約翰·胡珀（英语：John Hooper (bishop)）長老的生平、事跡與殉道記
- 一位忠信的教區牧師──羅蘭·泰勒博士的事跡
- 蘇格蘭的殉道者
- 拉蒂默的生平事跡
- 里德利主教的事跡
- 里德利和拉蒂默的審判、定罪和殉道
- 史密斯菲爾德的火刑──有關一些殉道者以生命見證新教真理的記敍
- 坎特伯雷大主教托馬斯·克蘭麥的生平事跡
- 其他殉道士的軼事和言論

## 後世評價
本書在後世受到高度重視。曾任英國首相的溫斯頓·邱吉爾談到「世世代代的英格蘭人在童年時期就從福克斯所著、附有令人毛骨悚然插圖的《殉道者書》中，知悉那些高貴臣民犧牲的悲壯故事。這些故事已經成為人民共同記憶的一部分。……他們的殉道行為，為許多迄今漠不關心的人，鋪起信仰新教的路。」歷史學家J·W·湯普森分析《殉教者之書》大受歡迎的原因，主要是「由於福克斯不是一位神學家，他並不太關心教義史，他關心的是人物的生平。在他看來，最重要的事情是記述殉教者所受苦難和英勇獻身的情況。在他的記述中常常插入他自己對公眾的說教和對他敍述的事情的感想，至於新的教義，他只關心主要論點」。
但也有學者指出本書的毛病。John Guy指出，福克斯觀點有偏頗，令讀者相信瑪麗女王只懂得迫害。而書中提到的新教殉教要主人物如長老約翰·胡珀、里德利主教、拉蒂默、坎特伯雷大主教托馬斯·克蘭麥等，實際上是因政治報復而受害罷了。

## 流傳情況
《殉教者之書》成書後，便在英國廣泛流傳，幾乎變成英國新教的「聖經」，英國國教會議甚至下令把這部書分發各敎堂，使人人都可看到。作者約翰·福克斯在世時得到伊麗莎白一世女王的支持，為本書作了四次修訂。福克斯死後的百餘年間，又陸續有五個版本出現，每個版本也都包含了一些新資訊，大多是後來發生的信仰迫害事件及各版本編輯的評論性介紹，直至20世紀仍出現重新修訂的版本。中文譯本方面，有中國大陸學者蘇欲曉、梁魯晉譯本

## 引用來源
1. ↑  《殉道史》蘇欲曉「中譯本導言」，生活·讀書·新知三聯書店，2─3頁及8─10頁；J·W·湯普森《歷史著作史》上卷第二分冊，北京商務印書館，884頁。
2. ↑  篇幅根據約翰·福克斯著，蘇欲曉、梁魯晉譯《殉道史》，生活·讀書·新知三聯書店。
3. ↑  溫斯頓·邱吉爾《英語民族史（卷二）：新世界》，左岸文化，82頁。
4. ↑  J·W·湯普森《歷史著作史》上卷第二分冊，北京商務印書館，886頁。
5. ↑  John Guy: The Tudor Age (1485-1603), in The Oxford History of Britain, p.298. 　Oxford University Press Inc., New York.
6. ↑  J·W·湯普森《歷史著作史》上卷第二分冊，北京商務印書館，884─885頁。
7. ↑  《殉道史》蘇欲曉「中譯本導言」，生活·讀書·新知三聯書店，10頁。
8. ↑  《殉道史》蘇欲曉、梁魯晉，生活·讀書·新知三聯書店。